# Noordijk (Gelderland)
Noordijk (Nedersaksisch: Noarik), waarvan de naam is afgeleid uit Noord-wijk, is een kleine gemeenschap in de gemeente Berkelland met een sterk agrarisch karakter. In het buitengebied vindt men oude boerderijen te midden van landerijen. Grote delen zijn stiltegebied.
In de kern zijn nog een school en een dorpshuis in gebruik. In de voormalige school (de Oale Schole) is een informatiecentrum ingericht, waar men van alles te weten kan komen over hoe het leven zich hier in vroeger tijden afspeelde.
Rond Pinksteren worden de zomerfeesten gehouden (Noariker Pinkster Karmse). In de volksmond bekend als PINO (Pinkster-kermis Noordijk).
In het najaar wordt jaarlijks een groot paardenfestijn gehouden dat nationaal bekendstaat onder de naam Bollert Brons. Het wordt gehouden in het gebied rond Noordijk, ook wel het Noordijkerveld genoemd.
Noordijk lag vroeger aan de spoorlijn Neede - Hellendoorn met Halte Noordijk. Het spoor is al jaren opgebroken maar het stationsgebouw staat er nog. 

## Geboren
- Inge Tijink (1998), voetbalster

Hoofdplaats: Borculo       Dorpen: Beltrum · Eibergen · Geesteren · Gelselaar · Haarlo · Neede · Noordijk · Rekken · Rietmolen · Ruurlo

Buurtschappen: Avest · Brammelerbroek · Brinkmanshoek · Broeke · De Bruil · Dijkhoek · De Haar · Heure · Heurne (deels) · Holterhoek · Hoonte · De Horst · Hupsel · Kisveld · Kulsdom · Leo-Stichting · Lintvelde · Lochuizen · Loo · Mallem · Nederbiel · Noordijkerveld · Olden Eibergen · Oosterveld · Overbiel · Respelhoek · Ruwenhof · Schependom · Spilbroek · Veldhoek (deels) · Waterhoek · Zwilbroek

Voormalige gemeenten: Beltrum · Borculo · Eibergen · Geesteren · Neede · Ruurlo